# Etlingera palangkensis
Etlingera palangkensis är en enhjärtbladig växtart som beskrevs av A.Takano och Hidetoshi Nagamasu. Etlingera palangkensis ingår i släktet Etlingera och familjen Zingiberaceae. Inga underarter finns listade i Catalogue of Life.